# Stereum
Stereum là chi điển hình của họ nấm Stereaceae, nằm trong bộ Russulales. Cho tới gần đây, chi này được đặt trong họ Corticiaceae, bộ Corticiales. Stereum (cùng các chi liên quan) tách thành họ riêng khi tái phân loại Corticiales. Trong tiếng Anh, chi này được gọi chung là leaf fungus, wax fungus, hay shelf fungus. Stereum gồm 27 loài, phân bố rộng rãi. Các loài Stereum là nấm gây mục. Quả thể đơn giản, có lớp màng bao mịn.

## Môi trường sống
Stereum sống trên đủ loại gỗ mục, gỗ cứng, lá chết (và do vậy là sinh vật hoại sinh). Đôi lúc chúng cũng mọc trên lá sống.

## Loài

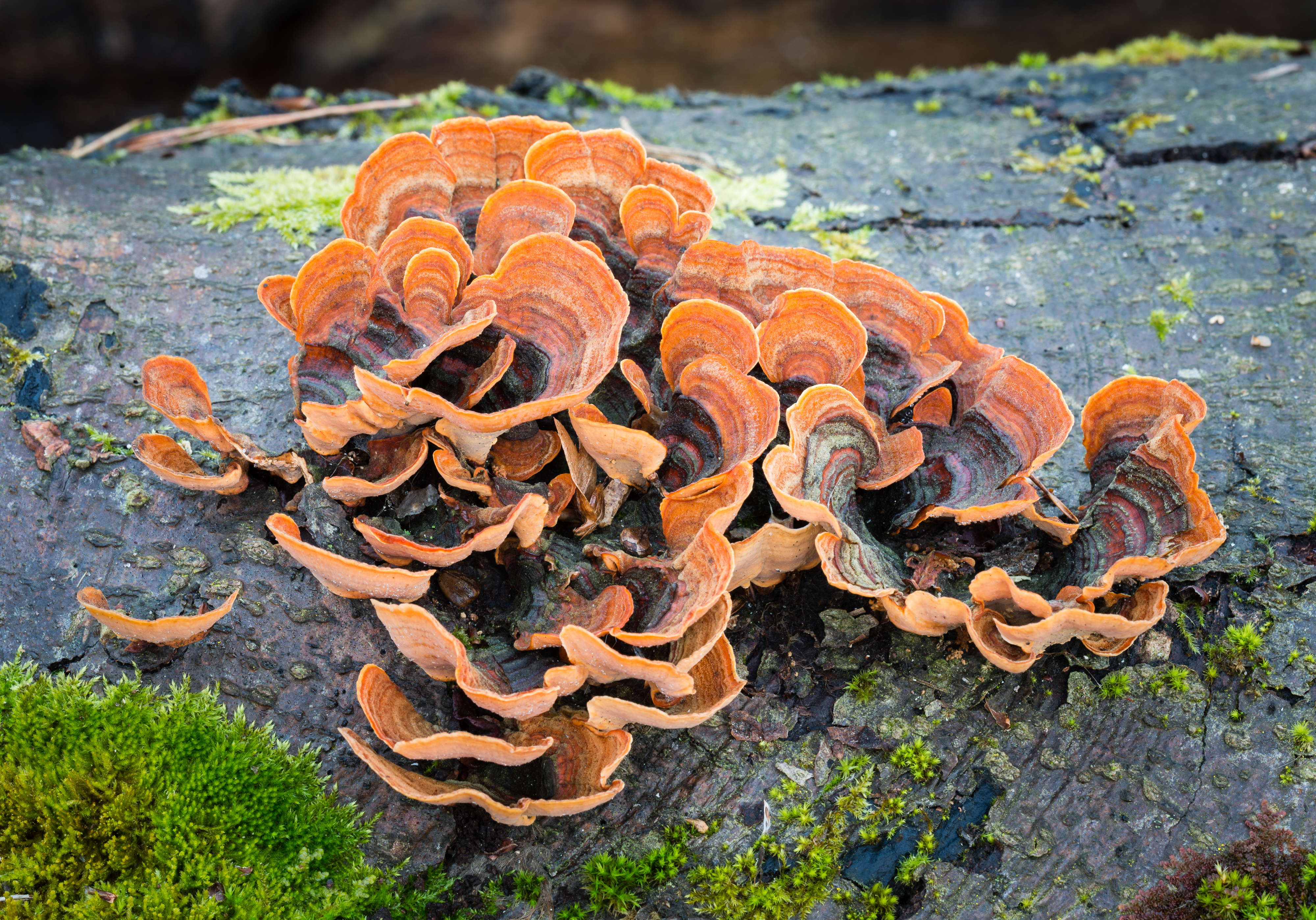
S. hirsutum và S. ostrea là thành viên của một phức hợp loài, giống nhau đến độ chỉ phân biệt nổi khi quan sát dưới kính hiển vi.

Chi này có nhiều loài, phổ biến nhất là Stereum hirsutum.
- Stereum acanthophysatum
- Stereum adnatum
- Stereum albostipitatum
- Stereum alternum
- Stereum antarcticum
- Stereum aotearoa
- Stereum aratum
- Stereum armeniacum
- Stereum auriscalpium
- Stereum aurora
- Stereum avellanaceum
- Stereum azonum
- Stereum bagliettoanum
- Stereum beigehymenium
- Stereum bellum
- Stereum bombycinum
- Stereum boninense
- Stereum braunii
- Stereum burtiasmum
- Stereum burtissimum
- Stereum campaniforme
- Stereum carthusianum
- Stereum complicatum
- Stereum cupulatum
- Stereum durum
- Stereum earlei
- Stereum elongatum
- Stereum fasciatum
- Stereum gausapatum
- Stereum hirsutum
- Stereum insignitum—có thể coi là danh nghĩa của Stereum subtomentosum
- Stereum ostrea—đôi khi được coi là một dạng *Stereum hirsutum.
- Stereum papyrinum—còn gọi là Lopharia papyrina[4]
- Stereum purpureum—còn được gọi là Chondrostereum purpureum [4]
- Stereum rugosum
- Stereum sanguinolentum
- Stereum subtomentosum
- Stereum taxodii—còn được gọi là Laurilia taxodii[4]